# Microterys bizanensis
Microterys bizanensis är en stekelart som beskrevs av Compere 1939. Microterys bizanensis ingår i släktet Microterys och familjen sköldlussteklar.
Artens utbredningsområde är Eritrea. Inga underarter finns listade i Catalogue of Life.